# Omar Samhan
Omar Samhan (San Ramon, 11 marzo 1988) è un ex cestista statunitense con cittadinanza egiziana.

## Palmarès
- Campionato lituano: 1

Žalgiris Kaunas: 2010-11
- Coppa di Lituania: 1

Žalgiris Kaunas: 2011
- Lega Baltica: 1

Žalgiris Kaunas: 2010-11